# Szczepan Pilecki
Szczepan Stefan Pilecki h. Leliwa (ur. 26 grudnia 1892 w Przemyślu, zm. 11 listopada 1939 w Lasach Piaśnickich) – wicemarszałek Gminy Polskiej Związku Polaków w Wolnym Mieście Gdańsku, znawca literatury polskiej, działacz polskich organizacji wojskowych.

## Życiorys
Urodził się w rodzinie szlacheckiej. Ojciec - Marceli (1857–1924) był architektem i budowniczym w Przemyślu, matka – Maria Czarnota-Bojarska (1863–1937), była córką Alfreda inżyniera budowlanego i działacza społecznego ze Lwowa. W roku 1911 ukończył przemyskie c.k. Gimnazjum nr 1. Rok później rozpoczął na Wydziale Prawa Uniwersytetu Jagiellońskiego studia, które ukończył w roku 1918. Trzy lata później uzyskał tytuł doktora prawa na tejże uczelni. Podczas I wojny światowej walczył w armii austriackiej na froncie karpackim, a następnie włoskim. W latach 1918–1921 w szeregach formacji artyleryjskiej Wojska Polskiego. W 1919 roku brał udział w walkach z Czechosłowacją o Śląsk Cieszyński. Po przejściu do rezerwy uzupełnił wykształcenie z zakresu bankowości i przeniósł się do Gdańska, gdzie od początku 1924 roku pracował jako dyrektor tamtejszego oddziału Ziemskiego Banku Kredytowego we Lwowie. W roku 1926 rozpoczął pracę w oddziale Polskiej Agencji Drzewnej, został członkiem gdańskiego Polskiego Klubu Wioślarskiego, którego był wiceprezesem w latach 1925–1926. Pracował także w szkolnictwie jako:
- nauczyciel kontraktowy w Państwowej Szkole Handlowej w Warszawie w roku 1931[1],
- nauczyciel etatowy w Żeńskiej Szkole Przemysłowo-Handlowej w Poznaniu w roku 1932[1].

Oddelegowany w roku 1932 do Gdańska do pracy w Polskiej Wyższej Szkole Handlowej Macierzy Szkolnej, w której nauczał ekonomii społecznej, towaroznawstwa, historii handlu, dokumentacji i prawa handlowego. W tym czasie dał się poznać jako aktywny działacz polonijny: 
- członek Towarzystwa Przyjaciół Nauki i Sztuki[1],
- opiekun szkolnego koła Ligi Obrony Powietrznej Państwa[2],
- działacz tajnego Związku Strzeleckiego („Strzelcu”)[2],
- od 1933 roku członek zarządu i komisji szkolno-oświatowej Macierzy Szkolnej[1],
- począwszy od roku 1937 członek Zarządu Głównego Związku Polaków w Wolnym Mieście Gdańsku
- od 1937 roku wicemarszałek Rady Delegatów Gminy Polskiej Związku Polaków,
- współpracownik Polskiej Organizacji Wojskowej[2],
- uczestnik tajnych kursów teoretycznych dowodzenia w Gdańsku i na terenie Polski[2],
- autor podręczników: Prawoznawstwo, Towaroznawstwo wydanych w 1938 roku przez Wydawnictwo Wyższej Szkoły Handlowej Macierzy Szkolnej w Gdańsku[3].

Aresztowany 1 września 1939 roku, był przetrzymywany w więzieniu gdańskim. W wyniku represji obejmujących Polaków po wybuchu II wojny światowej został rozstrzelany w masowej egzekucji polskiej inteligencji w lasach piaśnickich 11 listopada 1939 roku (niektóre źródła podają datę 23 października 1939 lub 22 marca 1940 roku w Stutthofie).
Po roku 1945 jego imieniem nazwano jedną z ulic gdańskiej dzielnicy Wrzeszcz (przed wojną ulica nosiła nazwę Gustav-Radde-Weg). Obecnie jego imię nosi tramwaj PESA Swing. 
Żona, gdańszczanka niemieckiego pochodzenia, Elisabeth Loosdau, w trakcie II wojny światowej wyjechała do Niemiec; syn Janusz Pilecki (ur. 1927 w Gdańsku), zamieszkały w Monachium, jest tłumaczem polskiej literatury na język niemiecki (tłumaczył m.in. utwory Marka Hłaski), muzykologiem (używa nazwiska Hans von Piletzki).

## Ordery i odznaczenia
- Krzyż Srebrny Orderu Virtuti Militari[5]
- Złoty Krzyż Zasługi (22 kwietnia 1938)[6]
- Krzyż za Obronę Śląska Cieszyńskiego II kl. (2 października 1919)[7]
- Medal Pamiątkowy za Obronę Śląska Cieszyńskiego